# 劉黑仔

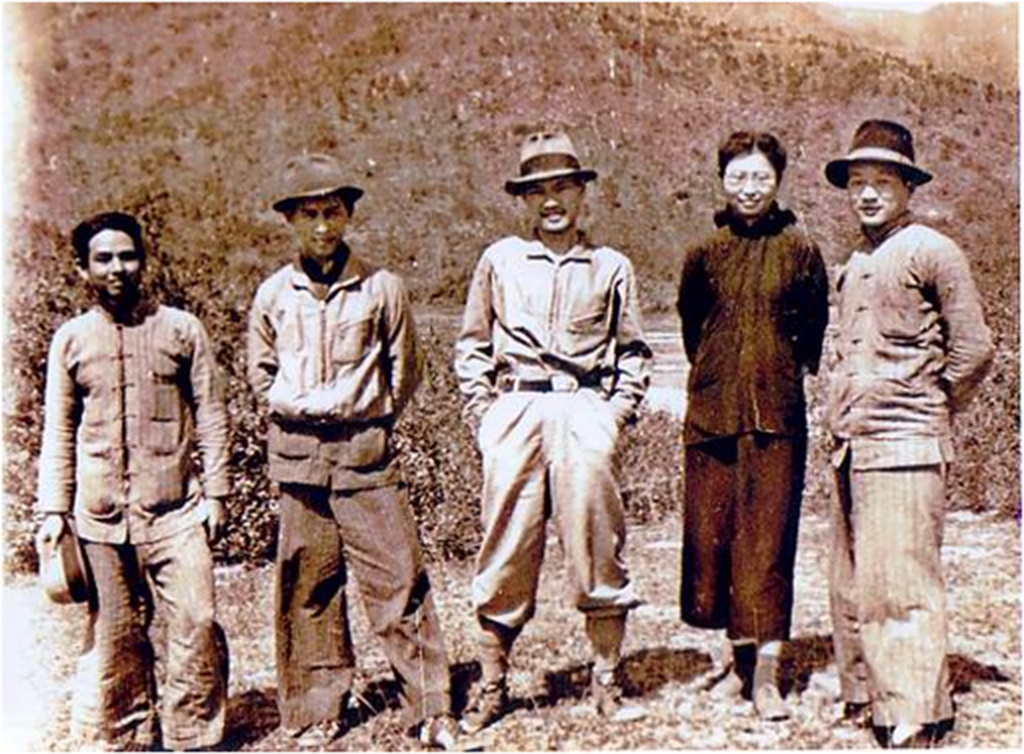
五人依左起是：黄作梅、周伯明（曾被誤認為劉黑仔）、曾生（東江縱隊司令）、林展、饒彰風（曾被誤認為東江縱隊政委尹林平）。

劉黑仔（1910年代1917年/1919年—1946年5月1日），原名劉錦進，廣東寶安縣大鵬城東北村人，香港日佔時期港九大隊短槍隊隊長。劉黑仔生前從未留下照片，此頁附照中五人經查證，左起：黃作梅、周伯明、曾生、林展、饒彰風。

## 生平
劉黑仔皮膚黝黑，因此被稱呼劉黑仔。1939年劉黑仔加入中國共產黨。1941年擔任廣東人民抗日游擊隊惠陽大隊短槍隊小組長。1941年12月8日，日軍進攻香港，香港保衛戰開始，由隊長黄冠芳及副隊長劉黑仔帶領的短槍隊進入香港建立抗日根據地。1942年元旦後，港九大隊成功營救被日軍囚禁於香港的中國文化界人士，包括何香凝、柳亞子、鄒韜奮、梁漱溟、茅盾、梅蘭芳、蔡楚生。
1942年2月，廣東人民抗日游擊隊擴編為游擊總隊，並組成港九大隊，劉黑仔先後擔任短槍隊副隊長及隊長，協助營救被囚的外國人及英軍軍官，亦曾被日軍通緝。1944年2月，劉黑仔營救美國飛行教官克爾中尉。7月，襲擊由兩個日本兵帶領幾個印度兵把守的九廣鐵路四號隧道。當劉黑仔和戰友們收拾戰利品撤退過鐵路時，劉被一漏網的日本兵開冷槍打傷右大腿。之後，他被送回大鵬後方醫院療傷。
第二次世界大戰結束後的1946年5月1日正值第二次国共内战。當日，劉黑仔在廣東省鄰近江西省的南雄县界址墟调解當地民事纠纷时，被国民党军發現包围，突围时不幸大腿中弹。其後傷口受感染而染上破伤风菌，最終搶救無效，傷重不治，終年仅27岁（一說29歲）。

## 相關影視形象
- 2014年电视剧《东江英雄刘黑仔》，由王雷饰演。
- 2017年電影《明月幾時有》，由彭于晏饰演。